# موسم الخريف

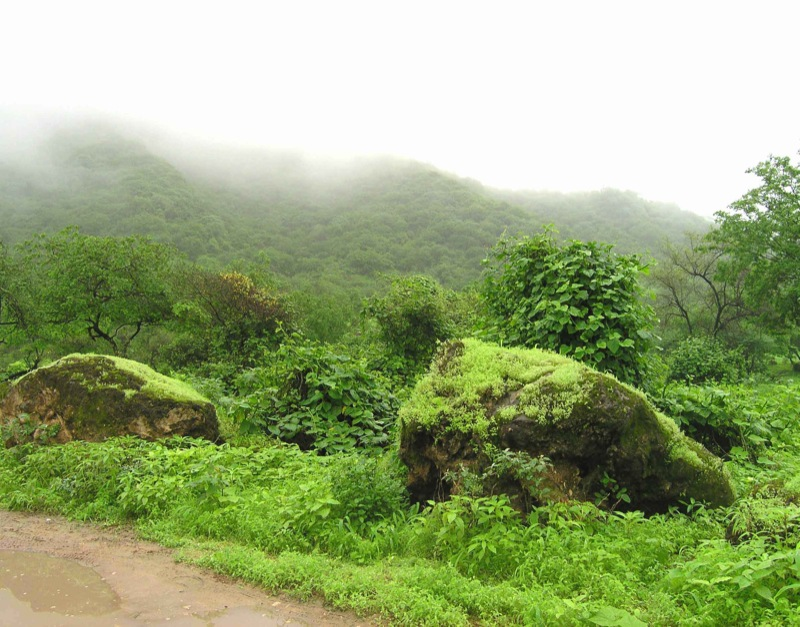
تخضر الأرض ويعم الضباب على الجبال في موسم الخريف عندما يقام مهرجان صلالة السياحي.

مصطلح خريف وهو أحد فصول السنة يختلف عن موسم الخريف الذي يأتي في فصل الصيف بسبب الرياح الموسمية في عدد من مناطق العالم منها منطقة في المهرة وظفار وجنوب الجزيرة العربية إضافة إلى مناطق في السودان مثل البطانة. يتميز هذا الموسم باعتدال درجة الحرارة وتساقط الرذاذ والأمطار الخفيفة واخضرار الأرض. 